# Aurox Linux
Aurox Linux war die bekannteste Linux-Distribution aus Polen. Lizenziert ist Aurox unter GPL. Die Entwicklung von Aurox Linux wurde Ende Oktober 2006 eingestellt, eine Fortführung durch die Firma Coba Solutions, die die Distribution aufgebaut hat, kam nicht zu Stande. Als Nachfolger wurde aber von einigen Entwicklern die Distribution Jazz Linux gestartet.

## Konzept
Aurox Linux basierte ursprünglich auf Fedora, brachte jedoch viele eigene Komponenten und einen eigenen Kernel mit. Die Distribution wurde in Polen entwickelt und erschien quartalsweise als Zeitschrift des polnischen Linux+-Magazins mit der jeweils aktuellen Version und etlicher zusätzlicher Software auf 7 CDs, 1 DVD und ergänzenden Tipps, zudem stand die aktuelle auch zum kostenlosen Herunterladen mit vermindertem Umfang in Form von ISO-Abbildern zur Verfügung. Sie unterstützte die meisten europäischen Sprachen. Die letzte Version war Aurox 12 vom September 2006.
Zielsetzung des Projekts war es, eine Distribution zu schaffen, die speziell auf europäische Anforderungen zugeschnitten ist. Außerdem wurde sehr viel Wert auf Kompatibilität mit Notebooks gelegt, so dass alle wichtigen Technologien unterstützt wurden, wie beispielsweise ACPI oder W-LAN. Aurox Linux ermöglichte zudem als eine von wenigen Distributionen das Abspielen von CSS-Verschlüsselten Video-DVDs ohne Nachinstallation weiterer Programme oder Codecs.

## Versionen
| Version | Name           | Datum              |
| ------- | -------------- | ------------------ |
| 8.0     | Starter        | 13. November 2002  |
| 9.0     | Sunrise        | 21. Mai 2003       |
| 9.1     | Fire           | 15. September 2003 |
| 9.2     | Water          | 21. November 2003  |
| 9.3     | Wind           | 4. April 2004      |
| 9.4     | Storm          | 1. Juni 2004       |
| 10.0    | Amber          | 6. Oktober 2004    |
| 10.1    | Quicksilver    | 14. Februar 2005   |
| 10.2    | Azurite        | 18. April 2005     |
| 11.0    | –              | 12. September 2005 |
| 11.1    | Zeus           | März 2006          |
| 12.0    | New Technology | September 2006     |